# Temporada 2011 de Superleague Fórmula
La temporada 2011 de la Superleague Fórmula fue la cuarta temporada del campeonato, comenzó oficialmente el 4 de junio en el circuito de Assen. Terminaría de forma muy anticipada a lo previsto, al cancelarse todas las rondas que iban a disputarse fuera de Europa, así el 13 de octubre se anuncia que se cancelan las rondas asiáticas y por tanto se da fin a la temporada habiéndose disputado tan solo 2 rondas.
Australia, dirigido por el equipo Alan Docking Racing con el piloto Jhon Martin, finalmente se coronó como campeón de la temporada.

## Presentación previa
- Defensor del título:  R.S.C. Anderlecht
- Escudería defensora:  Azerti Motorsport

## Clubes, escuderías y pilotos
| Entrante                          | Escudería                  | N.º | Piloto              | Rondas |
| --------------------------------- | -------------------------- | --- | ------------------- | ------ |
| Bélgica – R.S.C. Anderlecht       | Azerti Motorsport          | 1   | Neel Jani           | 1–2    |
| Holanda – PSV Eindhoven           | Azerti Motorsport          | 2   | Yelmer Buurman      | 1–2    |
| Francia – Girondins de Bordeaux   | Azerti Motorsport          | 3   | Tristan Gommendy    | 1–2    |
| República Checa – AC Sparta Praga | Atech Reid Grand Prix      | 4   | Filip Salaquarda    | 1–2    |
| Luxemburgo                        | Atech Reid Grand Prix      | 5   | Frédéric Vervisch   | 1–2    |
| Nueva Zelanda                     | Atech Reid Grand Prix      | 6   | Earl Bamber         | 1      |
| Nueva Zelanda                     | Atech Reid Grand Prix      | 6   | Chris van der Drift | 2      |
| Japón                             | Atech Reid Grand Prix      | 7   | Duncan Tappy        | 1      |
| Japón                             | Atech Reid Grand Prix      | 7   | Robert Doornbos     | 2      |
| Holanda                           | Atech Reid Grand Prix      | 8   | Robert Doornbos     | 1      |
| Rusia                             | Atech Reid Grand Prix      | 17  | Mikhail Aleshin     | 2      |
| España – Atlético de Madrid       | EmiliodeVillota Motorsport | 9   | María de Villota    | 1      |
| España – Atlético de Madrid       | EmiliodeVillota Motorsport | 9   | Andy Soucek         | 2      |
| Turquía – Galatasaray S.K.        | EmiliodeVillota Motorsport | 10  | Andy Soucek         | 1      |
| Turquía – Galatasaray S.K.        | EmiliodeVillota Motorsport | 10  | Duncan Tappy        | 2      |
| China                             | EmiliodeVillota Motorsport | 11  | Ho-Pin Tung         | 1      |
| Corea del Sur                     | EmiliodeVillota Motorsport | 19  | Max Wissel          | 2      |
| Brasil                            | Alan Docking Racing        | 14  | Antônio Pizzonia    | 1–2    |
| Australia                         | Alan Docking Racing        | 24  | John Martin         | 1–2    |
| Inglaterra                        | Alan Docking Racing        | 31  | Craig Dolby         | 1–2    |

## Calendario 2011
El 14 de noviembre se anunció la cancelación de las rondas brasileñas de la Superleague Formula, el 9 de octubre desapareció de la web oficial el GP Nueva Zelanda y el 13 de octubre los Grandes Premios de Shanghái, Beijing y Seúl fueron cancelados.
| Ronda | Grand Prix | Circuito         | Fecha          |
| ----- | ---------- | ---------------- | -------------- |
| 1     | GP Assen   | TT Circuit Assen | 4–5 de junio   |
| 2     | GP Zolder  | Zolder Circuit   | 16–17 de julio |

Cancelados
| Ronda | Grand Prix       | Circuito                             | Fecha     |
| ----- | ---------------- | ------------------------------------ | --------- |
| -     | GP Rusia         | Smolensk Ring                        | Cancelado |
| -     | GP Goiânia       | Autódromo Ayrton Senna               | Cancelado |
| -     | GP Brasil        | Sin anunciar                         | Cancelado |
| -     | GP Beijing       | Beijing International Street Circuit | Cancelado |
| -     | GP Shanghái      | Shanghái                             | Cancelado |
| -     | GP Seúl          | Seúl                                 | Cancelado |
| -     | GP Nueva Zelanda | Sin anunciar                         | Cancelado |

## Sistema de Puntuación
Puntos carrera 1 y 2
| Posición | 1º | 2º | 3º | 4.º | 5.º | 6.º | 7.º | 8.º | 9.º | 10.º | 11.º | 12.º | 13.º | 14.º | 15.º | 16.º | 17.º | 18.º | 19.º | 20.º | 21º | 22º | Ret |
| Puntos   | 50 | 45 | 40 | 36  | 32  | 29  | 26  | 23  | 20  | 18   | 16   | 14   | 12   | 10   | 8    | 7    | 6    | 5    | 4    | 3    | 2   | 1   | 0   |

Puntos Super Final
| Posición | 1º | 2º | 3º | 4.º | 5.º | 6.º | Ret |
| Puntos   | 6  | 5  | 4  | 3   | 2   | 1   | 0   |

## Resultados de la Temporada
| Ronda | Ronda | Grand Prix | Circuito | Pole Position | Ganador       | Equipo Ganador        | Vuelta Rápida   | Ganador del fin de semana |
| ----- | ----- | ---------- | -------- | ------------- | ------------- | --------------------- | --------------- | ------------------------- |
| 1     | R1    | GP Assen   | Assen    | Francia – GDB | Holanda – PSV | Azerti Motorsport     | Francia – GDB   | Inglaterra                |
| 1     | R2    | GP Assen   | Assen    |               | Japón         | Atech Reid Grand Prix | Rep Checa – SPR | Inglaterra                |
| 2     | R1    | GP Zolder  | Zolder   | Inglaterra    | Inglaterra    | Alan Docking Racing   | Nueva Zelanda   | Luxemburgo                |
| 2     | R2    | GP Zolder  | Zolder   |               | Australia     | Alan Docking Racing   | Australia       | Luxemburgo                |

## Clasificación del campeonato
(Carreras en negrita indica pole position, carreras en cursiva indica vuelta rápida)
| Pos | Equipo | Piloto              | ASS | ASS | ASS | ZOL | ZOL | ZOL | Pts |
| Pos | Equipo | Piloto              | R1  | R2  | S   | R1  | R2  | S   | Pts |
| --- | ------ | ------------------- | --- | --- | --- | --- | --- | --- | --- |
| 1   | AUS    | John Martin         | 6   | 2   | 4   | 7   | 1   | 2   | 158 |
| 2   | JPN    | Duncan Tappy        | 7   | 1   | 6   |     |     |     | 136 |
| 2   | JPN    | Robert Doornbos     |     |     |     | 5   | 7   | 6   | 136 |
| 3   | LUX    | Frédéric Vervisch   | 3   | 13  | DNS | 3   | 4   | 1   | 134 |
| 4   | PSV    | Yelmer Buurman      | 1   | 10  | 3   | 6   | 6   | 7   | 130 |
| 5   | AND    | Neel Jani           | 4   | 9   | 7   | 2   | 9   | 3   | 125 |
| 6   | ENG    | Craig Dolby         | 2   | 8   | 1   | 1   | 13  | X   | 124 |
| 7   | NZL    | Earl Bamber         | 9   | 5   | X   |     |     |     | 113 |
| 7   | NZL    | Chris van der Drift |     |     |     | 4   | 8   | 5   | 113 |
| 8   | BRA    | Antônio Pizzonia    | 8   | 3   | 2   | 9   | 12  | X   | 102 |
| 9   | SPR    | Filip Salaquarda    | 5   | 6   | 5   | 12  | 10  | X   | 95  |
| 10  | GAL    | Andy Soucek         | 13  | 7   | X   |     |     |     | 88  |
| 10  | GAL    | Duncan Tappy        |     |     |     | 10  | 5   | X   | 88  |
| 11  | KOR    | Max Wissel          |     |     |     | 8   | 2   | 4   | 71  |
| 12  | RUS    | Mijaíl Alioshin     |     |     |     | 11  | 3   | 8   | 56  |
| 13  | GDB    | Tristan Gommendy    | 14  | 4   | X   | 14  | 11  | X   | 52  |
| 14  | CHN    | Ho-Pin Tung         | 10  | 11  | X   |     |     |     | 34  |
| 15  | ATM    | María de Villota    | 12  | 12  | X   |     |     |     | 28  |
| 15  | ATM    | Andy Soucek         |     |     |     | 13  | 14  | X   | 28  |
| 16  | NED    | Robert Doornbos     | 11  | DN  | X   |     |     |     | 16  |
| Pos | Equipo | Piloto              | R1  | R2  | S   | R1  | R2  | S   | Pts |
| Pos | Equipo | Piloto              | ASS | ASS | ASS | ZOL | ZOL | ZOL | Pts |

| Color     | Resultado                        |
| --------- | -------------------------------- |
| Oro       | Ganador                          |
| Plata     | 2.ª plaza                        |
| Bronce    | 3.ª plaza                        |
| Verde     | Finalizó en los puntos           |
| Azul      | Finalizó sin puntos              |
| Azul      | NC - No clasificado              |
| Violeta   | Ret - No terminó (Carrera)       |
| Rojo      | DNQ - No se clasificó            |
| Negro     | DSQ - Descalificado              |
| Blanco    | DNS - No empezó (carrera)        |
| Blanco    | WD - Retirado (fin de semana)    |
| Blanco    | C - Carrera cancelada            |
| Sin color | DNP - Inscrito pero no participó |
| Sin color | INJ - Lesionado                  |
| Sin color | EX - Excluido                    |